# Trần Kim
Trần Kim (chữ Hán: 陈金, phồn thể: 陳金, bính âm: Chén Jīn; sinh 10 tháng 1 năm 1986 tại Hàm Đan, Hà Bắc, Trung Quốc) là cựu vận động viên cầu lông Trung Quốc. Anh là nhà vô địch cầu lông thế giới năm 2010, sau khi thắng Taufik Hidayat trong trận chung kết Giải vô địch cầu lông thế giới 2010 tại Paris.

## Sự nghiệp
Kể từ khi giành được chức vô địch trẻ châu Á năm 2004, Trần Kim dần trở thành một vận động viên hàng đầu thế giới. Các danh hiệu anh có được là các giải Ba Lan (2004), Pháp (2004), Đức (2006), Thuỵ Sĩ (2007), và Macau (2007) mở rộng. Ngoài ra, Trần còn vô địch Giải cầu lông Masters Trung Quốc năm 2006. Đến năm 2008, anh đoạt được danh hiệu lớn nhất trong sự nghiệp đến lúc đó là chức vô địch Giải cầu lông toàn Anh, vượt qua đồng đội và số 1 thế giới lúc đó là Lâm Đan. Tuy nhiên, tại thế vận hội Bắc Kinh 2008, Trần thua Lâm Đan ở bán kết và nhận huy chương đòng sau khi thắng Lee Hyun-il của Hàn Quốc. Anh còn giành huy chương đồng tại Giải vô địch cầu lông thế giới 2007 và huy chương bạc tại Giải vô địch cầu lông châu Á 2008. Trần là thành viên của đội tuyển cầu lông Trung Quốc vô địch Thomas Cup bốn lần liền (2004, 2006, 2008 và 2010). Tại Giải vô địch cầu lông thế giới 2009, Trần Kim giành huy chương bạc sau khi thua Lâm Đan ở chung kết. Tháng 8 năm 2010, tại Giải vô địch cầu lông thế giới 2010 ở Paris, tuy chỉ được xếp hạt giống số 4 nhưng Trần Kim đã giành ngôi vô địch sau khi đánh bại Taufik Hidayat 21-13, 21-15 ở chung kết. Đây là chức vô địch thế giới đầu tiên của anh.